# Liste der Monuments historiques in Besson
Die Liste der Monuments historiques in Besson führt die Monuments historiques in der französischen Gemeinde Besson auf.

## Liste der Bauwerke
| Bezeichnung           | Beschreibung                                      | Standort | Kennzeichnung | Schutzstatus   | Datum     | Bild           |
| --------------------- | ------------------------------------------------- | -------- | ------------- | -------------- | --------- | -------------- |
| Château de Fourchaud  | Schloss, erbaut ab dem 14. Jahrhundert            | (Lage)   | PA00092997    | Inscrit Classé | 1928 1932 | weitere Bilder |
| Château de Ris        | Schloss, erbaut im 15./16. Jahrhundert            | (Lage)   | PA00092998    | Inscrit        | 1928      | weitere Bilder |
| Château de Rochefort  | Schloss, erbaut im 16./17. Jahrhundert            | (Lage)   | PA00092999    | Inscrit        | 1928      | weitere Bilder |
| Château du Vieux-Bost | Schloss, erbaut ab dem 15. Jahrhundert            | (Lage)   | PA00093000    | Inscrit Classé | 1928 1983 | weitere Bilder |
| Kirche St-Martin      | Erbaut in der zweiten Hälfte des 12. Jahrhunderts | (Lage)   | PA00093001    | Classé         | 1933      | weitere Bilder |

## Liste der Objekte
- Monuments historiques (Objekte, z. B. Gemälde, Skulpturen, Altäre etc.) in Besson in der Base Palissy des französischen Kultusministeriums